# Marcel Roethlisberger
Marcel Roethlisberger (o Röthlisberger; Zurigo, 3 aprile 1929 – Ginevra, 7 marzo 2020) è stato uno storico dell'arte svizzero, considerato tra i massimi esperti della pittura del XVII secolo, noto in particolare per gli studi su Abraham Bloemaert, Jean-Étienne Liotard, Bartholomeus Breenbergh, Claude Lorrain, Pietro Tempesta.

## Biografia
Studiò in tutt'Europa: dapprima legge, economia e in seguito storia dell'arte e della musica, archeologia (compagno di studi era Florens Deuchler) all'Università di Berna, quindi all'Università di Colonia (sempre storia dell'arte e archeologia sotto Hans Kauffmann), poi all'Università di Parigi (sotto André Chastel), infine a Firenze con Roberto Longhi, Pisa con Carlo Ragghianti e all'Ecole du Louvre dove ottenne nel 1954 il diploma statale francese per curatore di musei.
Tornato a Berna dopo essere diventato membro del British Council al Courtuald Institute di Londra, nel 1955 scrisse la sua tesi di dottorato (summa cum laude)  sul pittore veneziano Jacopo Bellini (1396-1470) sotto Hans Hahnloser. Con il titolo Studi su Jacopo Bellini, il lavoro fu pubblicato anche in Italia nel 1960 da Neri Pozza.
Iniziò quindi a insegnare: alla Yale University (1956-1960), all'Institute for Advanced Study, Princeton (1960-1961), all'Università di Toronto (1962), all'Università della California, a Los Angeles, nel 1963. Diventò professore ordinario nel 1968. In quell'anno Roethlisberger si occupò di Claude Lorrain con il suo catalogo ragionato in due volumi. 
Dopo avere insegnato presso l'Università del Delaware per un anno accademico,  Roethlisberger tornò in Svizzera nel 1970, dove fu docente di storia dell'arte moderna all'Università di Ginevra. Dieci anni più tardi, nel 1980, tornò negli Stati Uniti come Senior Fellow del Center for Advanced Study, National Gallery of Art, Washington DC. 
Nel 1998 si ritirò in pensione a Ginevra dove curò con Renée Loche un catalogo sui dipinti di Jeanne-Etienne Liotard di cui aveva autenticato nel 2004 un dipinto perduto. 
Morì a Ginevra nel marzo 2020 a 91 anni.

## Vita privata
Nel 1962 sposò la storica dell'arte Biancamaria Bianco. 

## Opere selezionate
- Claude Lorrain: The Paintings, 2 vol., New Haven, Yale University Press, 1961
- Claude Lorrain: the Drawings, 2 vol., Berkeley, University of California Press, 1968
- European Drawings from the Kitto Bible: an Exhibition at the Henry E. Huntington Library and Art Gallery, San Marino, CA: Henry E. Huntington Library and Art Gallery, 1969
- Bartholomäus Breenbergh: Handzeichnungen, Berlino, de Gruyter, 1969;
- Cavalier Pietro Tempesta and his Time, Newark, University of Delaware Press, 1970;
- The Claude Lorrain Album in the Norton Simon Inc. Museum of Art, Los Angeles, Los Angeles County Museum of Art, 1971;
- Florens Deuchler Florens and Hans Luethy Hans. Schweizer Malerei, Ginevra, Skira, 1975
- English, Swiss Painting: from the Middle Ages to the Dawn of the Twentieth Century, New York, Rizzoli, 1976
- Breenbergh and Laurens Barata, Los Angeles County Museum of Art, Bulletin 23, 1977
- (insieme a Renée Loche) L'opera completa di Liotard, Milano, Rizzoli, 1978
- Bartholomeus Breenbergh: the Paintings, New York, de Gruyter, 1981;
- Im Licht von Claude Lorrain: Landschaftsmalerei aus drei Jahrhunderten,  Haus der Kunst München, Monaco, Hirmer Verlag, 1983
- Abraham Bloemaert and his Sons: Paintings and Prints, 2 vol., Doornspijk, Davaco, 1993
- (insieme a Renée Loche) Liotard, 2 vol., Doornspijk, Davaco, 2008